# Гита Шика
Ги́та Ши́ка (исп. La Guita Xica) — дракон из каталонских легенд. Первоначально это был мул, гонимый ногами, отсюда прежнее название, «Mulaguita». Гита Шика — дракон, который покровительствует народу Каталонии и фестивалю Причастия — Пату́м де Берга. Что касается его внешнего вида, он имеет зелёное тело, очень длинную шею и клыки, а также тёмные, блестящие глаза.
Раньше он назывался Мулаги́та и Мулафе́ра. Изначально Гита Шика был демоном, но позже превратился в охранительного дракона в духе фестиваля. В течение торжеств и больших представлений дракона строили на городских площадях, и он плевался фейерверками.
Впервые он появился в 1890 году, и также известен как ги́та бо́ха (исп. La guita boja, цветная бечёвка)